# Grey-Life-Zone
Grey-Life-Zone er en dansk eksperimentalfilm fra 1999 instrueret af Bjarne v. H.H. Solberg.

## Handling
Ni kunstnere taler om deres helt personlige forhold til døden.